# Elisabetta di Vermandois
Elisabetta di Vermandois (Elizabeth o Elisabeth o Isabella di Vermandois) (1085 circa – Lewes, 13 febbraio 1131) è stata una nobile francese, nipote di Filippo I di Francia, la quale si sposò due volte con membri di importanti famiglie anglo-normanne.

## Famiglia
Elisabetta di Vermandois fu la terza figlia di Ugo il Grande e di Adelaide di Vermandois. Ella dunque apparteneva, per discendenza dal nonno paterno Enrico I di Francia, alla linea capetingia, e per parte discendenza dal nonno materno Erberto IV di Vermandois alla linea carolingia. Suo padre era fratello minore di Filippo I di Francia.

## Contessa di Leicester
Nel 1096, ancora minorenne (aveva tra i 9 e gli 11 anni), Elisabetta sposò Robert de Beaumont, I conte di Leicester. Beaumont aveva compiuto già i 35 anni e, per quel periodo, la differenza d'età tra gli sposi non era usuale. Era un aristocratico d'un certo rilievo in Francia, avendo ereditato proprietà terriere da suo zio materno, Enrico, conte di Meulan, e aveva combattuto nella battaglia di Hastings nel 1066, sotto il comando d'un suo lontano parente, Guglielmo il Conquistatore. Per quella sua azione gli furono assegnati ulteriori feudi inglesi, oltre a quelli francesi, già ereditati, di Meulan e di Normandia. Tuttavia, al tempo del matrimonio, egli non vantava alcun titolo comitale in Inghilterra, mentre al fratello minore, Henry de Beaumont, I conte di Warwick ne era già stato assegnato uno. Robert fu uno stimato consigliere di tre monarchi regnanti.
L'usanza medioevale prevedeva che l'età legale per fidanzarsi fosse di otto anni e di dodici per il matrimonio (per le donne). La giovane fidanzata solitamente si trasferiva subito in casa del promesso sposo dove sarebbe stata allevata dalla famiglia di lui così da impararne le usanze. Si ritiene che l'età minima per la consumazione del matrimonio, almeno quello che coinvolgeva persone nobili, fosse di quattordici anni, questo si accorda con la nascita di Emma, la primogenita, avvenuta nel 1102 quando Elisabetta aveva dai quindici ai diciassette anni.
Dal matrimonio nacquero diversi figli, i più noti furono due gemelli nati nel 1104, Roberto di Beaumont, II conte di Leicester e Waleran de Beaumont, I conte di Worchester che divennero uomini di un certo peso prima e dopo la Guerra Civile che scosse il paese alla morte di Enrico I d'Inghilterra. Un'altra figlia fu Isabella che divenne una delle amanti di Enrico I d'Inghilterra e, con il matrimonio, madre di Riccardo di Clare.
Quando Guglielmo II d'Inghilterra morì improvvisamente nel 1100, si scatenò una lotta fra i due fratelli del monarca deceduto, Enrico I d'Inghilterra e il duca di Normandia Roberto II di Normandia, i quali aspiravano al trono. Nello scontro, il marito di Elisabetta e il fratello di questi furono sempre fedeli a Enrico che, una volta imprigionato il fratello dopo la battaglia di Tinchebray del 1106 ed essere divenuto re, donò a Roberto il contado di Leicester con il relativo titolo; già nel 1107 le sue proprietà erano aumentate ragguardevolmente.

## Contessa del Surrey
Elisabetta, con la differenza di età che la separava dal marito, si stancò di lui e attorno al 1115 si innamorò di Guglielmo di Warenne, II conte di Surrey, questi aspirava ad un matrimonio di rango, e, non riuscendogli di sposare Matilde di Scozia, aveva puntato Elisabetta, incurante del fatto che fosse sposata con un altro uomo.
Nel 1115 Elisabetta venne, apparentemente, rapita da Guglielmo de Warenne. Nonostante lo stato di evidente separazione, che aveva posto fine al suo primo matrimonio, Elisabetta non poteva comunque sposare il suo amante. Il conte di Leicester tolse infine il disturbo nel 1118 e venne sepolto in Normandia; tutte le sue proprietà andarono ai due figli gemelli che aveva educato personalmente.
Qualche tempo dopo Elisabetta sposò il suo amante William de Warenne. Insieme ebbero diversi figli, nati quasi tutti quando lei era ancora sposata.
Della vita di Elisabetta dopo questo matrimonio non si sa molto, quel che si sa è che i figli nati dal primo matrimonio ebbero apparentemente buoni rapporti con i loro fratellastri, anche se durante lo scontro fra Stefano I d'Inghilterra e Matilde d'Inghilterra (1102-1167) si trovarono su fronti opposti.
Elisabetta morì il 13 febbraio 1131 e venne sepolta nel Priorato di Lewes, nel Sussex.

## Discendenza
Durante il suo primo matrimonio con Robert de Beaumont, I conte di Leicester, durato dal 1096 al 1115 nacquero:
- Emma de Beaumont (1102), aveva contratto fidanzamento con un giovane nobile, ma di lei si perdono le tracce, non si sa se sia morta giovane o entrata in convento.
- Isabella di Beaumont (dopo il 1102) fu amante del re Enrico I d'Inghilterra cui diede una figlia, e tramite il primo matrimonio con Gilbert de Clare, I conte di Pembroke divenne madre di Riccardo di Clare, II conte di Pembroke e I conte di Buckingam.
- Waleran de Beaumont, I conte di Worchester (1104 - 1166)
- Roberto di Beaumont, II conte di Leicester (1104 - 1168)
- Ugo di Beaumont, I conte di Bedford (1106 circa), perse il titolo
- Adeline de Beaumont (1107 circa), si sposò due volte
- Aubree de Beaumont (1109 circa), si sposò con il nipote di Roger Mortimer, I conte di Shrewsbury
- Matilde de Beaumont (1111 circa)

Dal suo secondo matrimonio (1118 - 1131) ebbe:
- Guglielmo de Warenne, III conte del Surrey (1119 - 1147)
- Ralph de Warenne[1]
- Reginald de Warenne
- Gundred de Warenne (o Gundrada), che sposò in prime nozze Roger de Beaumont, II conte di Warwick (c.1102-1153) (il nipote del primo marito di sua madre) ed ebbe figli William de Beaumont, III conte di Warwick (c.1140-1184); in seconde nozze sposò William de Lancaster, barone feudatario di Kendal nel Westmorland, ed ebbe figli.[1]
- Ada de Warenne (morta circa nel 1178)

## Ascendenza
|                          |                        |                             | Genitori                |  |  | Nonni |  |  | Bisnonni              |  |  | Trisnonni  |  |
|                          |                        |                             |                         |  |  |       |  |  | Roberto II di Francia |  |  | Ugo Capeto |  |
|                          |                        |                             |                         |  |  |       |  |  | Roberto II di Francia |  |  | Ugo Capeto |  |
|                          |                        | Adelaide d'Aquitania        |                         |  |  |       |  |  | Roberto II di Francia |  |  |            |  |
| Enrico I di Francia      |                        |                             |                         |  |  |       |  |  | Roberto II di Francia |  |  |            |  |
|                          |                        | Costanza d'Arles            | Guglielmo I di Provenza |  |  |       |  |  |                       |  |  |            |  |
|                          |                        | Costanza d'Arles            | Guglielmo I di Provenza |  |  |       |  |  |                       |  |  |            |  |
|                          |                        | Costanza d'Arles            | Adelaide d'Angiò        |  |  |       |  |  |                       |  |  |            |  |
| Ugo I di Vermandois      |                        | Costanza d'Arles            |                         |  |  |       |  |  |                       |  |  |            |  |
|                          |                        | Jaroslav I di Kiev          | Vladimir I di Kiev      |  |  |       |  |  |                       |  |  |            |  |
|                          |                        | Jaroslav I di Kiev          | Vladimir I di Kiev      |  |  |       |  |  |                       |  |  |            |  |
|                          |                        | Jaroslav I di Kiev          | Rogneda di Polack       |  |  |       |  |  |                       |  |  |            |  |
| Anna di Kiev             |                        | Jaroslav I di Kiev          |                         |  |  |       |  |  |                       |  |  |            |  |
|                          |                        | Ingegerd Olofsdotter        | Olof III di Svezia      |  |  |       |  |  |                       |  |  |            |  |
|                          |                        | Ingegerd Olofsdotter        | Olof III di Svezia      |  |  |       |  |  |                       |  |  |            |  |
|                          |                        | Ingegerd Olofsdotter        | Estrid degli Obotriti   |  |  |       |  |  |                       |  |  |            |  |
| Elisabetta di Vermandois |                        | Ingegerd Olofsdotter        |                         |  |  |       |  |  |                       |  |  |            |  |
|                          | Ottone I di Vermandois | Erberto III di Vermandois   |                         |  |  |       |  |  |                       |  |  |            |  |
|                          | Ottone I di Vermandois | Erberto III di Vermandois   |                         |  |  |       |  |  |                       |  |  |            |  |
|                          | Ottone I di Vermandois | Ermengarde de Bar-sur-Seine |                         |  |  |       |  |  |                       |  |  |            |  |
| Erberto IV di Vermandois | Ottone I di Vermandois |                             |                         |  |  |       |  |  |                       |  |  |            |  |
|                          |                        | Pavia                       | …                       |  |  |       |  |  |                       |  |  |            |  |
|                          |                        | Pavia                       | …                       |  |  |       |  |  |                       |  |  |            |  |
|                          |                        | Pavia                       | …                       |  |  |       |  |  |                       |  |  |            |  |
| Adelaide di Vermandois   |                        | Pavia                       |                         |  |  |       |  |  |                       |  |  |            |  |
|                          |                        | Raoul IV del Vexin          | Raoul III del Vexin     |  |  |       |  |  |                       |  |  |            |  |
|                          |                        | Raoul IV del Vexin          | Raoul III del Vexin     |  |  |       |  |  |                       |  |  |            |  |
|                          |                        | Raoul IV del Vexin          | Adèle de Breteuil       |  |  |       |  |  |                       |  |  |            |  |
| Adele di Valois          |                        | Raoul IV del Vexin          |                         |  |  |       |  |  |                       |  |  |            |  |
|                          |                        | Adèle de Bar-sur-Aube       | …                       |  |  |       |  |  |                       |  |  |            |  |
|                          |                        | Adèle de Bar-sur-Aube       | …                       |  |  |       |  |  |                       |  |  |            |  |
|                          |                        | Adèle de Bar-sur-Aube       | …                       |  |  |       |  |  |                       |  |  |            |  |
|                          |                        | Adèle de Bar-sur-Aube       |                         |  |  |       |  |  |                       |  |  |            |  |